# Музеј позоришне уметности Србије
44° 49′ 17″ С; 20° 27′ 31″ И / 44.82131° С; 20.45860° И
Музеј позоришне уметности Србије прати историјски и савремени развој позоришне уметности у Србији. Његов основни задатак је да прикупља, проучава и излаже материјал који је значајан за развој позоришне уметности. У поседу је богатих збирки које су сачињене од архивских материјала и рукописа, уметничких предмета, фотографија, сценске грађе и других предмета везаних за позориште и њен развој у Србији. У оквиру музеја се налази и богата стручна библиотека.
Музеј је основан на иницијативу Бранислава Нушића 1901. године, који је у то време био управник Народног позоришта и уредник „Позоришног листа“. У том периоду је почело скупљање експоната за овај музеј, који је отворен пола века касније. Сама зграда у којој се налази музеј је изграђена 1836. године у непосредној близини Доситејеве Велике школе, као кућа трговца Милоја Божића.